# دانشگاه ایالتی پلیموث
دانشگاه ایالتی پلی‌موت (به انگلیسی: Plymouth State University) یک دانشگاه عمومی، مجهز و وسیع می‌باشد که در «پلی‌موت» ایالت «نیوهمپشر» قرار دارد و یکی از دانشگاه‌های سامانه آموزشی ایالت نیوهمپشر محسوب می‌گردد.
دانشگاه دارای بیش از ۵۰۰۰ دانشجوی مختلط می‌باشد که امکان استفاده از خوابگاه را نیز دارا می‌باشند.
دانشگاه در سال ۱۸۷۱ با عنوان «تربیت مدرس» تأسیس گردید و سپس به «کالج آموزشی معلمان» «کالج ایالتی» و نهایتاً در سال ۲۰۰۳ به «دانشگاه ایالتی» توسعه یافت.